# Witch Watch
Witch Watch (яп. ウィッチウォッチ, Witchi Wotchi, укр. Відьмоварта) — японська фентезі та романтично-комедійна серія манґи, написана та проілюстрована Кента Сінохарою. З лютого 2021 року манґа публікується у журналі Weekly Shonen Jump видавництва Shueisha, а станом на вересень 2024 року її глави зібрані у 18 томів. Станом на листопад 2022 року тираж манґи становив понад 1,1 мільйона примірників. Прем'єра аніме-адаптації студії Bibury Animation Studios запланована на квітень 2025 року.

## Сюжет
Серіал розповідає про Ніко Вакацукі, відьму-підлітка, яка після завершення магічного навчання переїжджає в будинок до свого друга дитинства Моріхіто Отоґі, огра, схожого на людину. Через родову історію їхніх родин Моріхіто має стати близькою людиною для Ніко і захищати її. Ніко також сподівається, що це допоможе їм стати парою, адже він — її давнє кохання. По ходу сюжету Ніко та Моріхіто змушені мати справу з різними надприродними та легендарними істотами, з якими вони стикаються, а також намагаються вирішити всі непередбачувані проблеми, які магія Ніко спричиняє в їхньому повсякденному житті.

## Персонажі
Ніко Вакацукі (яп. 若月ニコ)
Відьма-підліток, закохана у свого друга дитинства Моріхіто. Вона дуже добра людина, яка часто намагається допомогти людям за допомогою магії, але зазвичай робить це, не знаючи всіх деталей і побічних ефектів заклинань.
Моріхіто Отоґі (яп. 乙木守仁)
Огр, що володіє надзвичайною фізичною силою завдяки заняттям огрським напрямом ціґун. Дружив з дитинства з Ніко, і є єдиним, хто не знає, що вона закохана в нього. На відміну від інших головних героїв, Моріхіто — серйозна і відповідальна людина.
Кансі Кадзамацурі (яп. 風祭監志)
Тенґу, який може керувати вітром. Подружився з Ніко під час її тренувань. Він є «воронячим фамільяром» Ніко і переїжджає до неї та Моріхіто, оскільки йому також доручено захищати її. Кансі має хороші соціальні навички і розмовляє на кансайському діалекті.
Кейґо Маґамі (яп. 真神圭護)
Вовкулака. Коли він бачить форму півмісяця, він перетворюється на іншу людину, яку звуть «Вовк» (яп. ウルフ). Зазвичай Кейґо — тиха людина, але стає нахабним, коли демонструє свої знання маловідомої культури. Вовк, однак, завжди нахабний і грубий. Він є однокласником Ніко та Моріхіто і згодом переїжджає до них.
Міхару Кірю (яп. 霧生見晴)
Молодий вампір, який харчується, поглинаючи життєву силу людей, з родини фуцумасі або екзорцистів. Він навчається на третьому курсі середньої школи і зазвичай носить парасольку, щоб захиститися від сонця. Хоча він здається ввічливим і граціозним, він не має жодних фільтрів і скаже все, що в нього на думці. Він переїжджає до Ніко та інших.

## Виробництво
Кента Сінохара розповів, що малювання персонажів Witch Watch займає п'ять днів, тоді як розкадровки займають два з половиною дні. У січні 2023 року Сінохара заявив у Твіттері, що Witch Watch, ймовірно, буде його останнім щотижневим серіалом. Він пояснив, що «фізично не в змозі» зробити ще один, навіть якби хотів. Розділ манґи від 6 лютого 2023 року розпочав кросовер із попередньою манґою Сінохари з Weekly Shonen Jump, Sket Dance.

## Медіа

### Манґа
Witch Watch написана та проілюстрована Кента Сінохарою. 8 лютого 2021 року манґа почала публікуватися в журналі Weekly Shonen Jump видавництва Shueisha. Перший том вийшов 4 червня 2021 року. Станом на вересень 2024 року вийшло 18 томів.

#### Список томів
| №  | Дата виходу      | ISBN                   |
| -- | ---------------- | ---------------------- |
| 1  | 4 червня 2021    | ISBN 978-4-08-882696-7 |
| 2  | 3 вересня 2021   | ISBN 978-4-08-882764-3 |
| 3  | 4 листопада 2021 | ISBN 978-4-08-882842-8 |
| 4  | 4 лютого 2022    | ISBN 978-4-08-883011-7 |
| 5  | 4 квітня 2022    | ISBN 978-4-08-883067-4 |
| 6  | 3 червня 2022    | ISBN 978-4-08-883154-1 |
| 7  | 4 серпня 2022    | ISBN 978-4-08-883221-0 |
| 8  | 4 листопада 2022 | ISBN 978-4-08-883388-0 |
| 9  | 4 січня 2023     | ISBN 978-4-08-883422-1 |
| 10 | 4 квітня 2023    | ISBN 978-4-08-883454-2 |
| 11 | 2 червня 2023    | ISBN 978-4-08-883559-4 |
| 12 | 4 серпня 2023    | ISBN 978-4-08-883593-8 |
| 13 | 4 жовтня 2023    | ISBN 978-4-08-883666-9 |
| 14 | 4 грудня 2023    | ISBN 978-4-08-883787-1 |
| 15 | 4 березня 2024   | ISBN 978-4-08-883818-2 |
| 16 | 4 квітня 2024    | ISBN 978-4-08-883877-9 |
| 17 | 4 липня 2024     | ISBN 978-4-08-884112-0 |
| 18 | 4 вересня 2024   | ISBN 978-4-08-884170-0 |

### Аніме
Адаптація у вигляді аніме-серіалу була анонсована 19 серпня 2024 року. Виробництвом займається Bibury Animation Studios, режисером виступить Хіроші Ікехата, асистентом режисера Масао Кавасе, сценарій напише Деко Акао, персонажів розробить Харуко Іїдзука, а музику напише Юкарі Хасімото. Прем'єра запланована на квітень 2025 року.

## Сприйняття

### Популярність і продажі
У червні 2021 року Witch Watch була номінована на сьому премію Next Manga Award у категорії «Найкраща друкована манґа» та посіла 10 місце з 50 номінантів. Вона також була номінована на ту ж нагороду та посіла 2-е місце серед 50 номінантів у 2022 році. До листопада 2022 року перші вісім томів манґи мали тираж понад 1,1 мільйона копій.

### Критичні відгуки
Тімоті Доноху з Comic Book Resources порівняв Witch Watch із Blue Box Кодзі Міури та Don't Blush, Sekime-san! Сіґуре Токіти через те, що обидва серіали мають концепції та романтичні аспекти, подібні до Witch Watch.